# Mauritia histrio
Espèce
Synonymes
- Cypraea histrio Gmelin, 1791[1] [2]
- Cypraea reticulata Martyn, 1784[1]
- Mauritia histrio histrio (Gmelin, 1791)[2]

Répartition géographique
Mauritia histrio, ou Cypraea histrio, est une espèce de mollusques gastéropodes de la famille des Cypraeidae (« porcelaines »).

## Description et caractéristiques

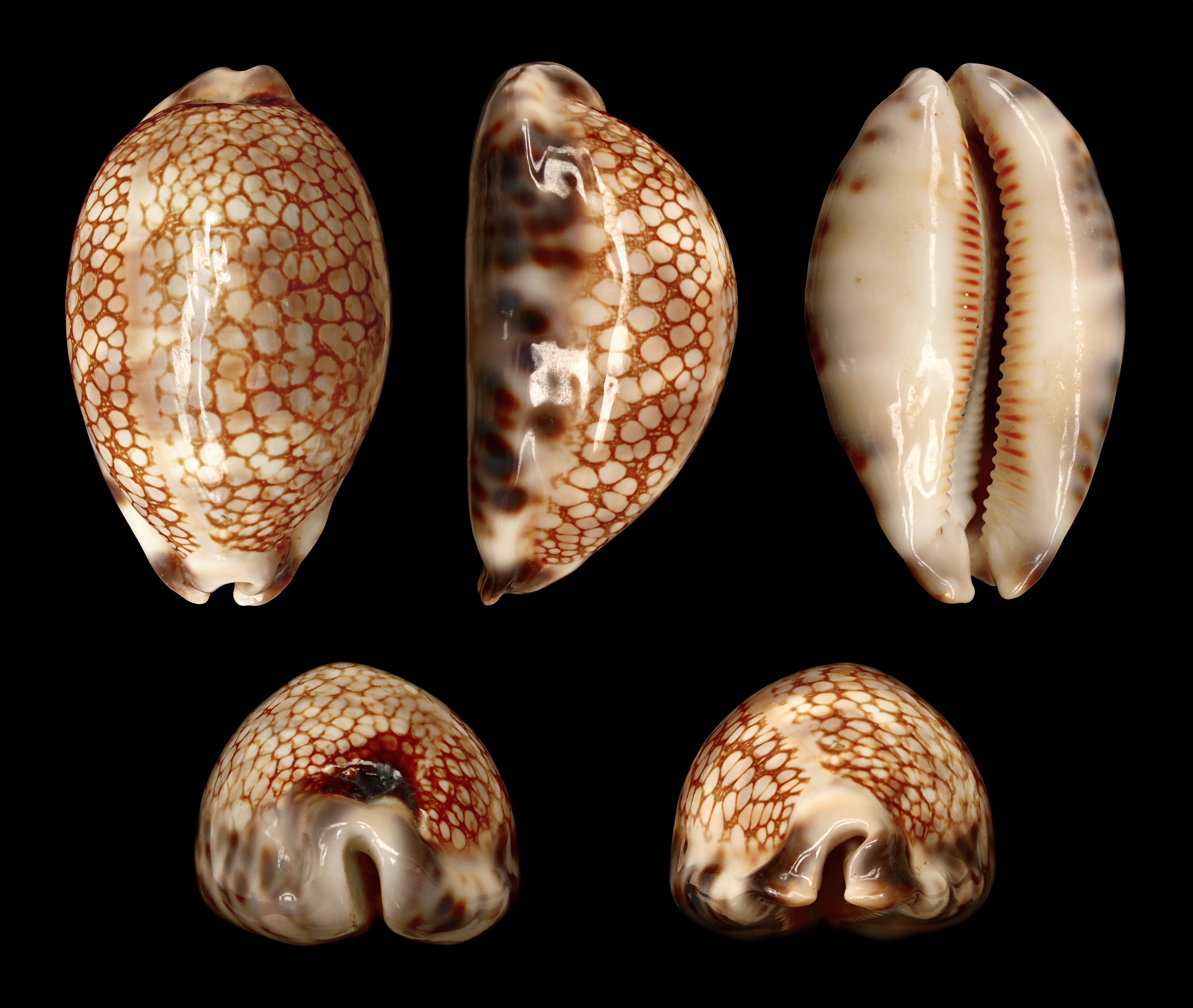
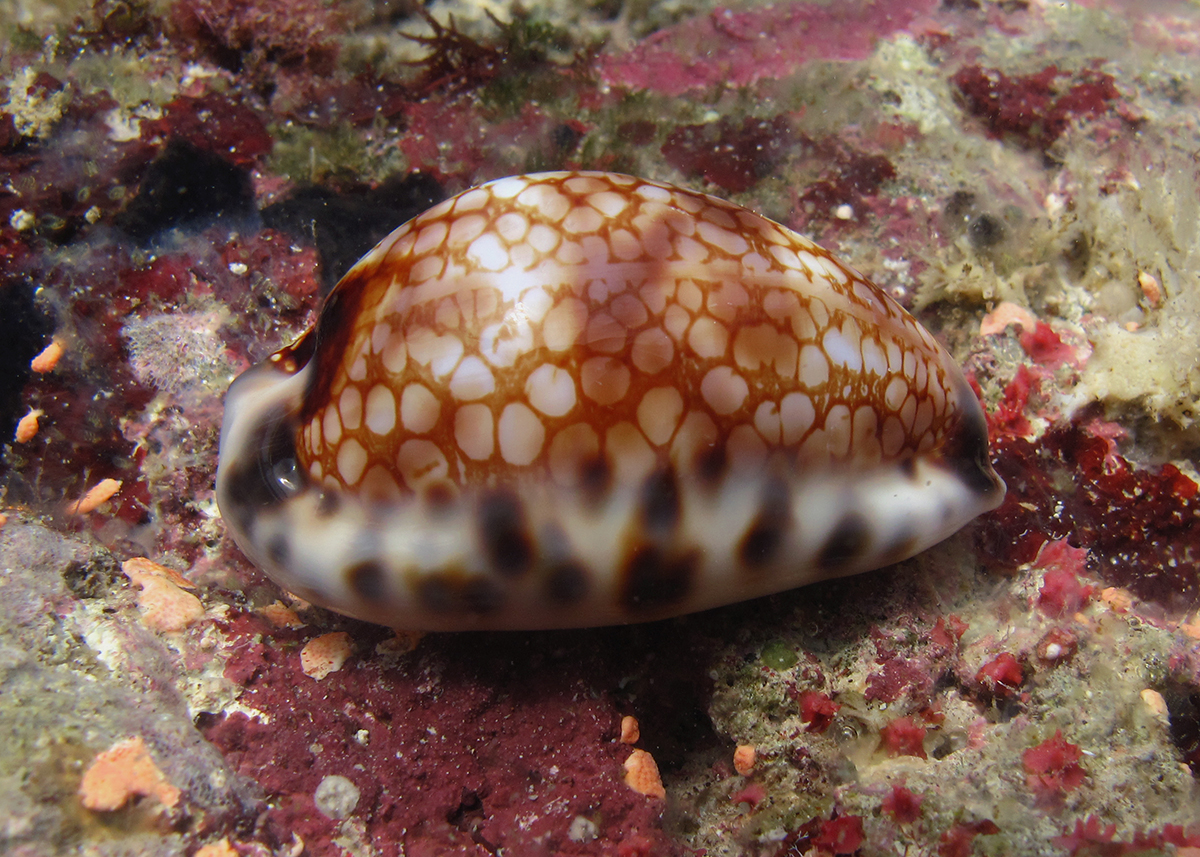
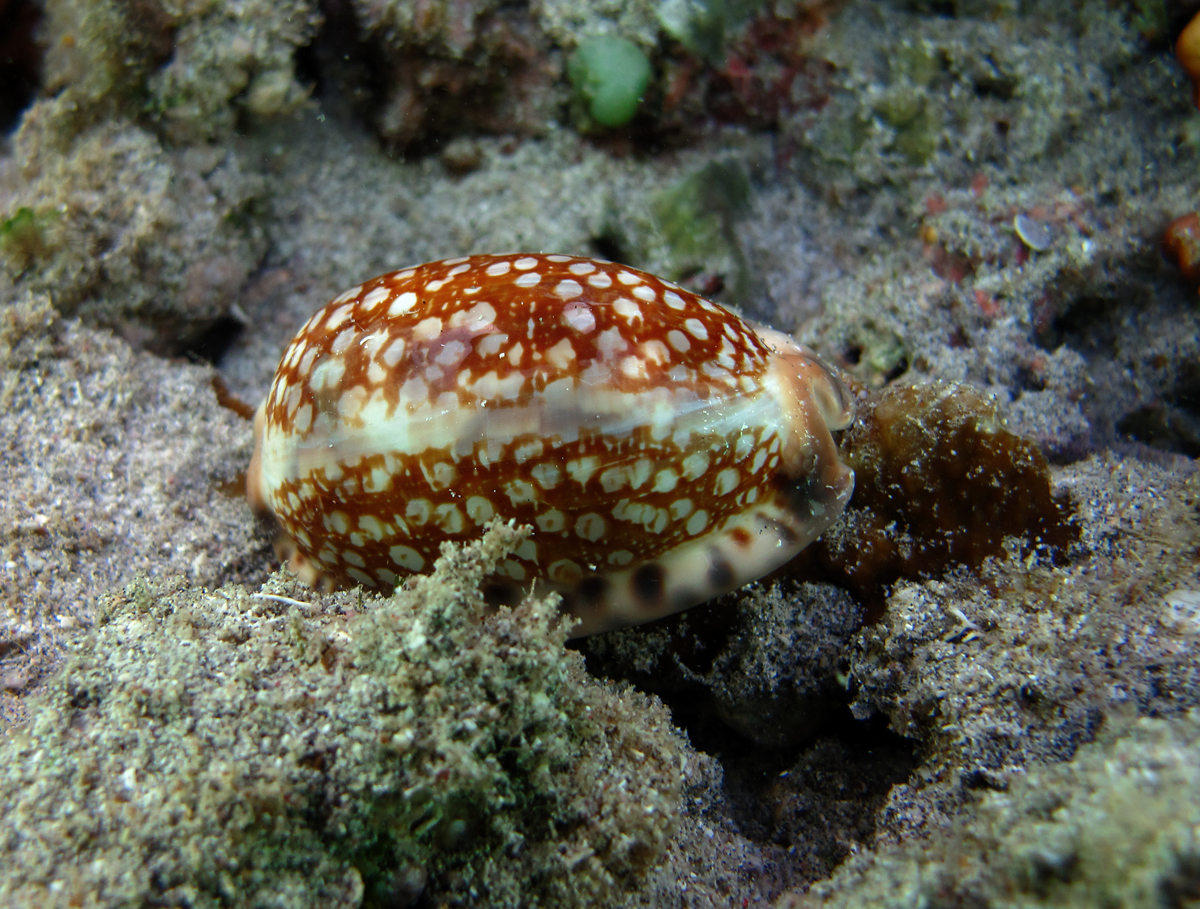
(Juvénile)
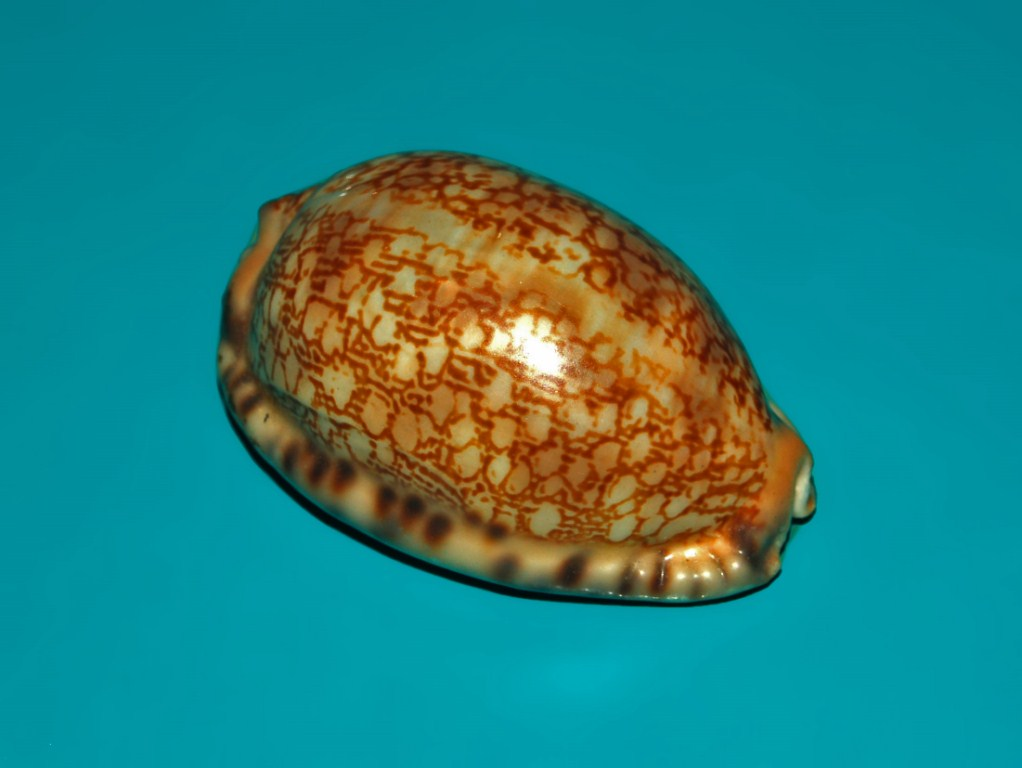

## Habitat et répartition
- Répartition : océan Indien.